# Feste romane

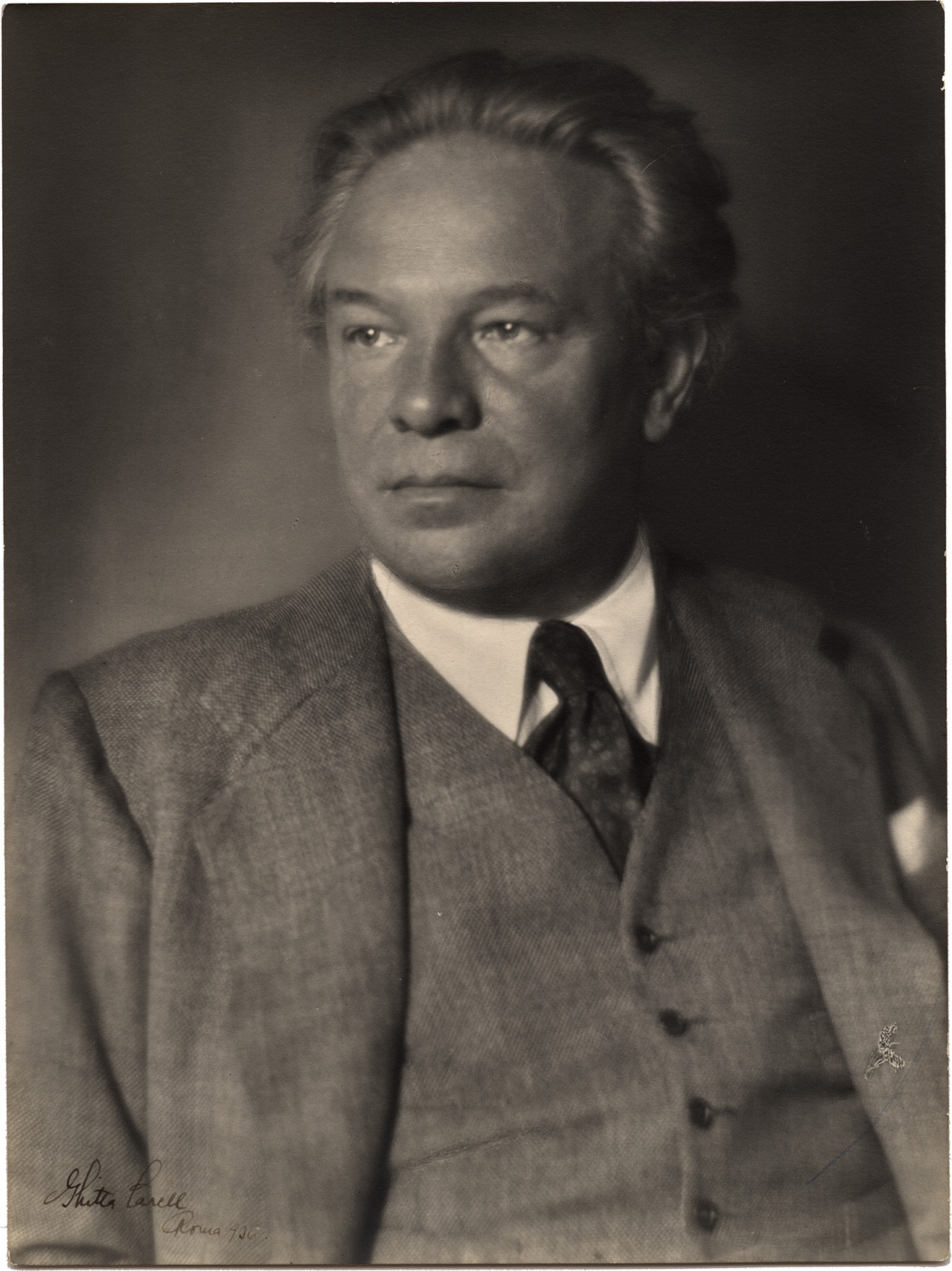
Respighi en 1936.

Fiestas romanas, o en italiano Feste romane, P 157, es un poema sinfónico para orquesta compuesto por Ottorino Respighi en 1928. La pieza programática retrata musicalmente cuatro escenas festivas de la Antigua Roma y de la Roma moderna. Forma parte de la Trilogía romana, siendo el tercero de sus tres poemas sinfónicos sobre la ciudad eterna, después de Fontane di Roma (1916) y Pini di Roma (1924). Esta obra es la más larga y exigente; quizá por esta razón se interpreta con menos frecuencia y es la menos conocida de la trilogía.

## Historia

### Composición
La composición finalizó en 1928, cuatro años después de Pini di Roma. Todo comenzó en 1913 cuando Respighi se trasladó a Roma desde su ciudad natal, Bolonia. En la ciudad eterna las "maravillosas fuentes" y los "pinos como paraguas que aparecen en todas partes del horizonte" eran dos características que, en palabras del propio compositor, "[han] hablado a mi imaginación por encima de todo". Al parecer fue el sonido del gorgoteo peculiar de la fuente del Valle Giulia lo que inspiró para empezar a escribir su primer poema sinfónico Fontane di Roma.
La inquebrantable sensibilidad de Respighi, que incluye sobre todo un particular sentido del gigantismo orquestal y del color auténtico, se manifiesta con profusión en esta composición. Respighi sintió que este tercer poema sinfónico representaba "el máximo de sonoridad y color orquestal" logrado por él. A partir de entonces el maestro italiano empezó a favorecer las composiciones para agrupaciones instrumentales más pequeñas. Pero para el público queda por debajo que su mayor logro en interés musical. Cuando las brisas angulosas, disonantes y jazzísticas invadieron el clima musical de Europa tras la Primera Guerra Mundial, Ottorino Respighi se preparó con confianza para hacer frente a la tormenta. Escribió en 1932: "Nos oponemos a este arte que no puede tener ni tiene ningún contenido humano y tiende a ser sólo un experimento mecánico y un enigma cerebral. En el mundo musical reina hoy la babel bíblica. Desde hace 20 años las tendencias más divas y dispares se han consolidado en un caos revolucionario ininterrumpido... Una conexión lógica debe unir el pasado con el futuro, y el Romanticismo de ayer debe convertirse en el Romanticismo de mañana."

### Estreno y otras representaciones
El estreno se celebró el 21 de febrero de 1929 en el Carnegie Hall de Nueva York, con la interpretación de la Orquesta Filarmónica de Nueva York bajo la batuta Arturo Toscanini. La primera edición de la pieza fue publicada por la Casa Ricordi en 1929 en Milán.

## Instrumentación

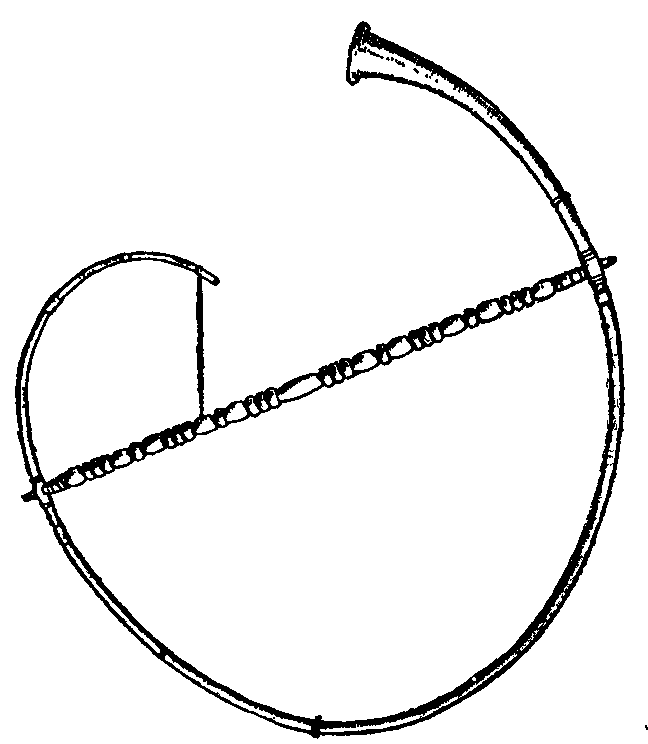
Buccina, imagen de la Enciclopedia Británica (12.ª ed.).

La partitura está escrita para una gran orquesta sinfónica romántica formada por:
- Viento madera: 2 flautas (la 3ª doblando al flautín), 2 oboes, 1 corno inglés, 2 clarinetes en la y si bemol, 1 clarinete piccolo en re, 1 clarinete bajo en la y si bemol, 2 fagotes, 1 contrafagot.
- Viento metal: 4 trompas en fa, 4 trompetas en la y si bemol, 2 trombones, 1 trombón bajo, 1 tuba, 3 buccinae en si bemol.
- Percusión: timbales, bombo, caja, platillos, tam-tam, sonaja, caja china, triángulo, glockenspiel, xilófono, campanas tubulares y dos tavolette (una especie de tambor).
- Teclado: piano a dos y a cuatro manos y órgano.
- Cuerda: mandolina y una sección de cuerdas con violines I y II, violas, violonchelos y contrabajos.

Se trata de una configuración estándar de orquesta sinfónica, a la que se unen algunos instrumentos inusuales destinados a evocar los sonidos que podrían haberse escuchado en Roma en épocas anteriores: el órgano, la mandolina, los tavolette y tres buccinas. La buccina es un instrumento militar de la Antigüedad que en la mayoría de las orquestas modernas es reemplazado por trompetas, tal y como señaló Respighi.

## Estructura y análisis
La pieza consta de cuatro movimientos:
- I. Circenses (Juegos de circo). Moderato 3
4 – Molto Allegro 6
8
- II. Giubileo (Jubileo). Doloroso e stanco 3
2
- III. L'Ottobrata (Festival de octubre). Allegro gioioso 2
4
- IV. La Befana (Epifanía). Vivo 1
2

La interpretación de la obra dura aproximadamente 25 minutos. El compositor precedió a cada movimiento con un programa en el que describe lo que va a retratar musicalmente.

### I.Circenses

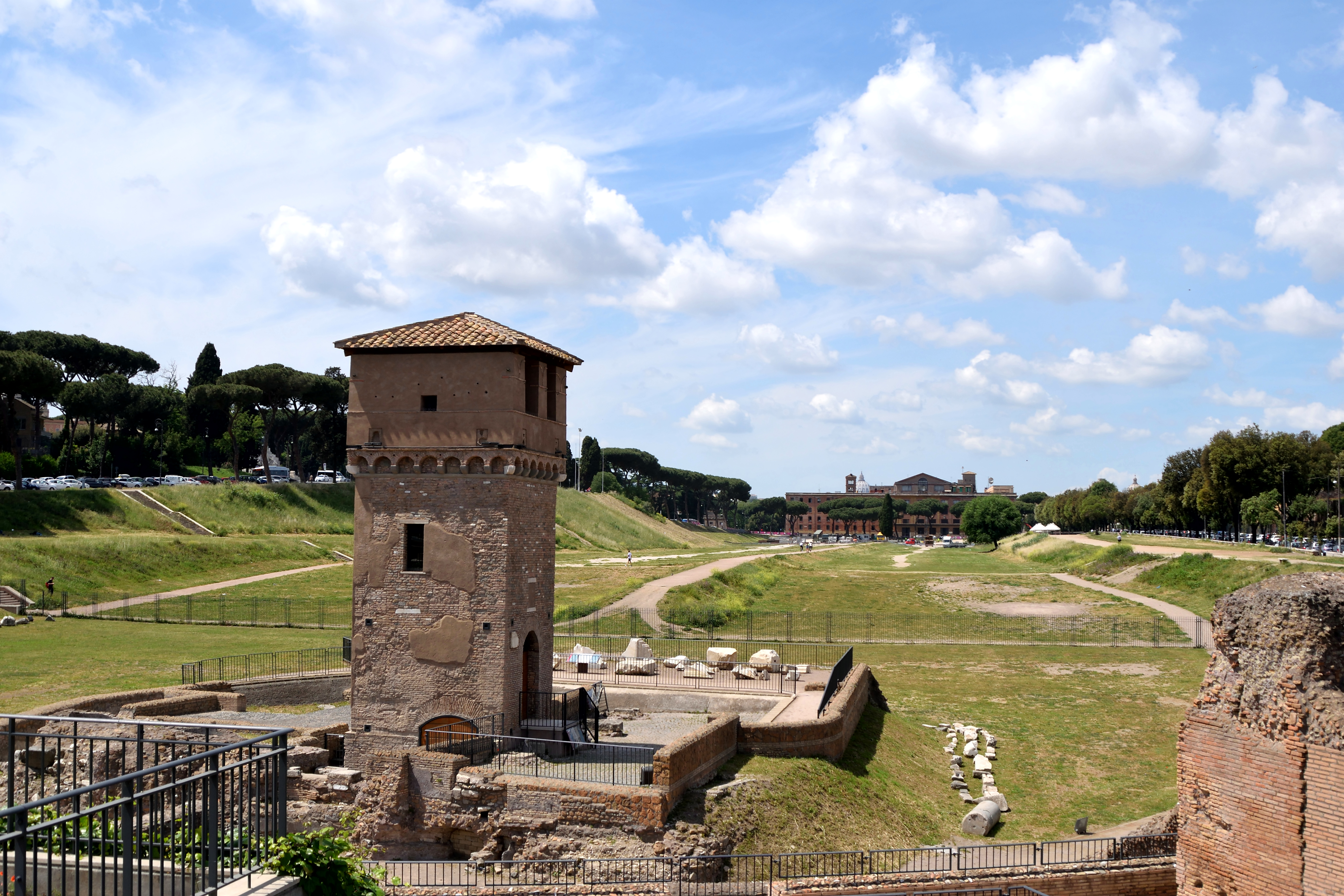
Ruinas del Circo Máximo.

El primer movimiento, Circenses o Juegos de circo, lleva la indicación de tempo Moderato – Molto Allegro y el compás se inicia en 3/4 y en el Allegro pasa a 6/8. Según el programa descrito por el compositor:

«Il cielo è torvo sul Circo Massimo, ma la plebe è in festa: "Ave Nerone!". Si schiudono le ferree porte, e viene per l'aria un canto religioso e l'urlo delle belve. La folla ondeggia e freme: impassibile, il canto dei martiri si diffonde, vince, naufraga nel tumulto.»
«El cielo está sombrío sobre el Circo Máximo, pero la plebe está de fiesta: " ¡Ave, Nerón!". Se abren las puertas de hierro, y por el aire llega un canto religioso y el rugido de las fieras. La multitud se balancea y se estremece: impasible, el canto de los mártires se propaga, se impone, naufraga en el tumulto.»

Representa una escena en el Circus Maximus de la Antigua Roma. Las aclamaciones de la festiva plebe y el toque de tres trompetas al unísono anuncian la entrada del emperador Nerón. La multitud vitorea antes de que los instrumentos más graves imiten el rugido de las bestias. Desde el centro de la arena se eleva el canto de los mártires cristianos sugerido por las cuerdas y los vientos. Este canto se opone y se mezcla a los gruñidos de las fieras a las que son entregados a morir en la pista del circo romano. El movimiento finaliza con violentos acordes orquestales, completados por pedales de órgano, para representar el fin de los mártires. El gentío se exalta, se estremece y el alboroto se generaliza.

### II.Giubileo

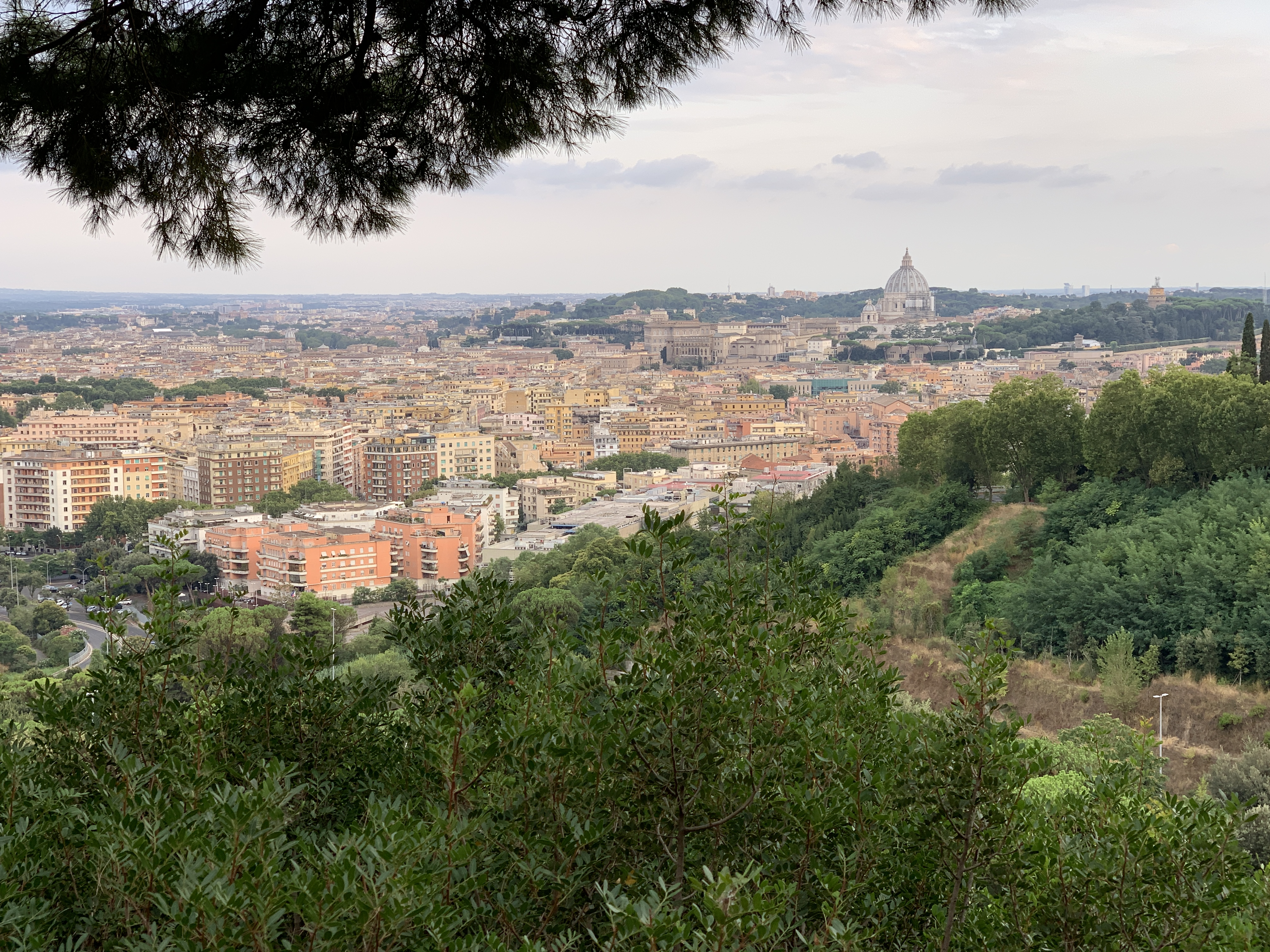
Vista de Roma desde el Monte Mario.

El segundo movimiento, Giubileo o Jubileo, lleva la indicación Doloroso e stanco (Dolorido y cansado) y el compás es 3/2. Según el programa descrito por el compositor:

«I pellegrini si trascinano lungo la via, pregando. Finalmente, dalla vetta di Monte Mario, appare agli occhi ardenti e alle anime anelanti la città santa: "Roma! Roma!". Un inno di giubilo prorompe, e gli risponde lo scampanio di tutte le chiese.»
«Los peregrinos recorren el camino rezando. Finalmente, desde la cumbre del Monte Mario, aparece ante los ojos ardientes y las almas anhelantes la ciudad santa: "¡Roma! ¡Roma!". Un himno de júbilo prorrumpe y le responden las campanadas de todas las iglesias.»

Representa la fiesta católica del Jubileo que reúne a peregrinos de toda la tierra cada veinticinco años en Roma. Los peregrinos descienden fatigosamente la vía romea cantando un himno de oración encomendado al clarinete y al fagot. Todos los instrumentos entran poco a poco en un crescendo que se cierra con una brusca réplica de toda la orquesta. El corno inglés, apoyado por el trémolo de los violines, retoma el canto litúrgico y el desarrollo se va animando a medida que la ascensión al Monte Mario acerca por fin la meta. La repentina visión de Roma libera los espíritus en un canto de júbilo mientras la ciudad eterna ofrece su panorámica con el repicar de todas las iglesias en un resplandor de colores. La atmósfera se desvanece lentamente mientras el sonido de la campana de la Basílica de San Pedro vibra con fuerza en el aire y la llamada de las trompas nos adentra en la siguiente pieza.

### III.L'Ottobrata

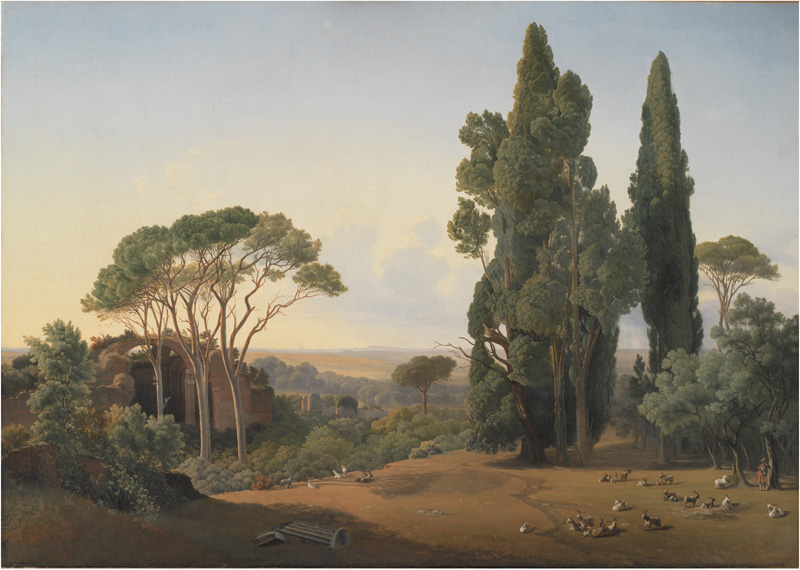
Vista de campos cerca de Roma (Fritz Petzholdt)

El tercer movimiento, L'Ottobrata o Festival de octubre, lleva la indicación Allegro gioioso y el compás es 2/4. Según el programa descrito por el compositor:

«Festa d'ottobre nei Castelli inghirlandati di pampini: echi di caccia, tintinnii di sonagliere, canti d'amore. Poi, nel vespro dolce, trema una serenata romantica.»
«Fiesta de octubre en los castillos engalanados con hojas de parra: ecos de caza, tintineo de cascabeles, cantos de amor. Después, en el atardecer dulce, tiembla una serenata romántica.»

Representa la fiesta de la cosecha y la caza en los campos cerca de Roma. El solo de corno inglés evoca la cosecha, mientras que en el fondo las trompas ilustran la caza. El ambiente festivo de los castillos romanos es presentado mediante el tema ejecutado por las trompas y abordado después por las trompetas que ilustran los "ecos de la caza". Las trompas que ilustran la caza, lo hacen citando célebres fanfarrias que todavía hoy se tocan en Francia en competiciones de trompas de caza (por ejemplo, "Le Bonsoir", que figura en el compendio de la Fédération Internationale des Trompes de France (FITF) de toques que se deben conocer para participar en concursos de trompa de caza). Emprenden la marcha y el trote del caballo hace tintinear sus cascabeles durante e rato hasta que se eleva en el aire una melodía de amor, confiada primero al registro agudo de los violines y luego al clarinete. Se avecina el atardecer. A lo lejos se oyen las llamadas de las trompas de caza mientras la mandolina propone una "serenata romántica" que luego retoman y reelaboran los violines, las trompas y, poco a poco, casi todos los solistas de la orquesta. Cae la tarde y el sonido de la sonaja acompaña el regreso.

### IV.La Befana

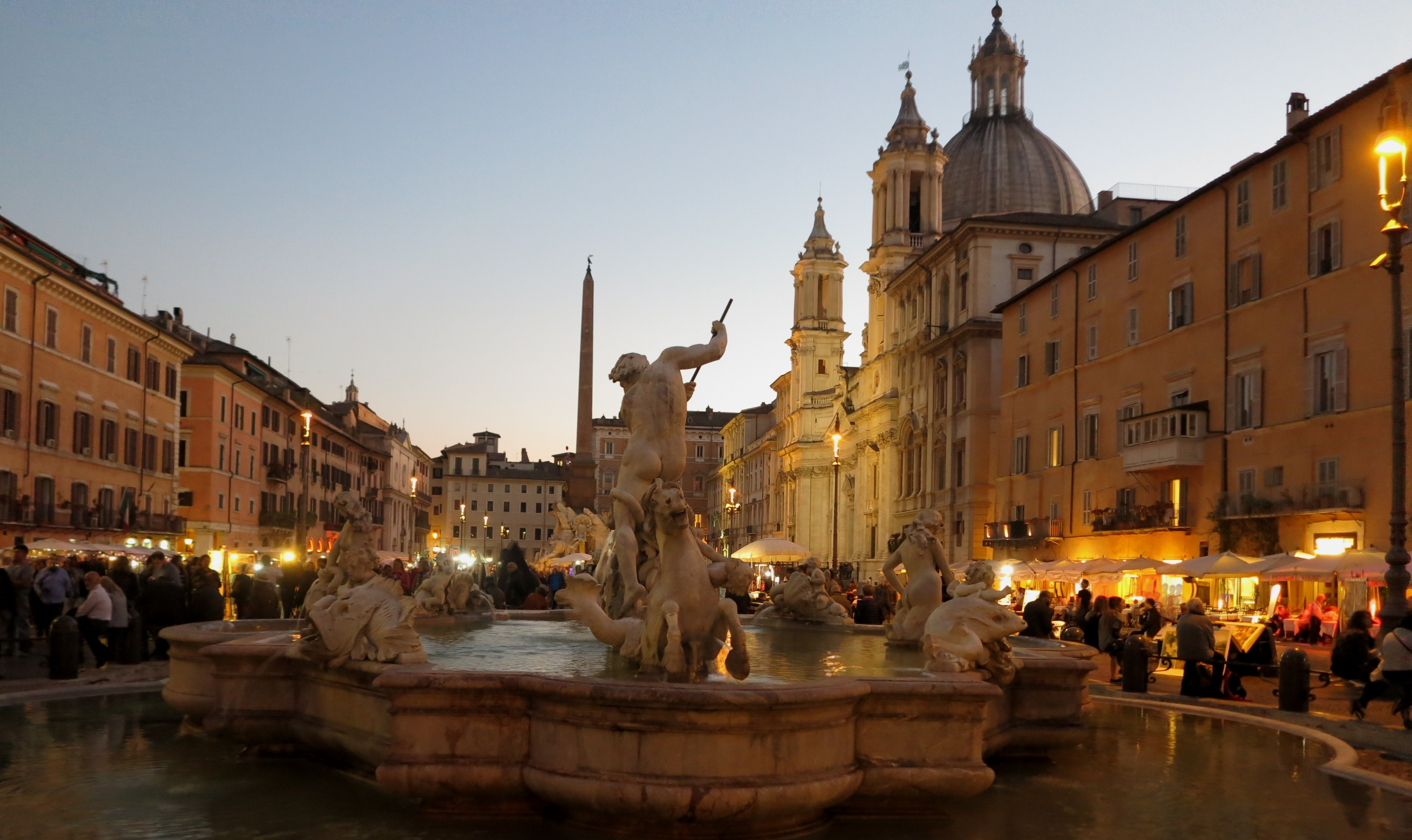
Piazza Navona, con la Fuente de los Cuatro Ríos de Bernini.

El cuarto y último movimiento, La Befana o Epifanía, lleva la indicación Vivo y el compás es 1/2. Según el programa descrito por el compositor:

«La notte dell'Epifania in piazza Navona: un ritmo caratteristico di trombette domina il clamore frenetico: sul mareggiare fragoroso galleggiano, a quando a quando, motivi rusticani, cadenze di saltarello, la voce dell'organo meccanico d'un baraccone e l'appello del banditore, il canto rauco dell'ubriaco e il fiero stornello in cui s'espande l'anima popolaresca: "Lassàtece passà, semo Romani!"»
«La noche de la Epifanía en la Plaza Navona: un ritmo característico de trompetas domina el clamor frenético: sobre la marea fragorosa flotan, de cuando en cuando, motivos rústicos, cadencias de saltarello, la voz del órgano mecánico de una barraca y la llamada del pregonero, el canto ronco del borracho y el orgulloso stornello en que se expande el alma popular: "Lassàtece passà, semo Romani!"»

Representa la festividad de la Epifanía que tiene lugar por la noche en Plaza Navona de Roma. El fondo inicial de la fiesta se caracteriza por las trompetas populares que, confiadas al ritmo petulante y un tanto ácido del clarinete piccolo, emergen y luego se hunden en el caos de la plaza. Una serie de motivos rústicos surgen del diálogo entre las trompetas y las trompas antes de que la multitud, acompañada por los clarinetes, se entregue a una danza de saltarello. Un organillo interpreta un vals acompañado de toques de trompeta que representan los gritos del pregonero. Un trombón tenor casi jazzístico nos ilustra los movimientos del juerguista borracho. Le sigue una vasta sección en la que aflora el tema del stornello popular "Lassàtece passà, semo Romani" ("¡Déjennos pasar! ¡Somos romanos!"). La vuelta cada vez más frenética al ritmo del saltarello nos lleva hacia la alegre conclusión sobre un motivo vigorosamente marcado por toda la orquesta.

## Grabaciones
En 1942 Toscanini llevó a cabo una grabación de la obra con la Orquesta de Filadelfia para la discográfica RCA Victor. El mismo director la volvió a grabar con la Orquesta Sinfónica de la NBC en el Carnegie Hall en 1949, también para RCA. Ambas grabaciones están disponibles en LP y CD. La interpretación de 1949 superó todos los límites de los equipos de grabación de la época. De hecho Toscanini insistió durante mucho tiempo con los ingenieros de sonido, con el fin de captar toda la dinámica de la música, especialmente en los primeros y últimos movimientos.

## Recepción de la obra
Aunque Feste romane se suele considerar menos lograda que sus dos predecesoras, el director de orquesta e intérprete de Respighi Yan Pascal Tortelier destaca la "mezcla realmente inspirada de sofisticada orquestación, cromatismo, armonía y poderosos ritmos impulsores" empleada en la pieza. Asimismo valora el cuarto movimiento, La Befana, como "exuberante, casi orgiástico" y "mucho más variado y satisfactorio musicalmente" que el igualmente explosivo Finale de Pini di Roma.